# Myioborus melanocephalus
Myioborus melanocephalus là một loài chim trong họ Parulidae.